# Batalla de Cabeza de Las Marías
La Batalla de Cabeza de Las Marías y Las Hicoteas fueron unos de los primeros combates militares para mantener la independencia dominicana y se libraron el 18 de marzo de 1844, en Cabeza de Las Marías, cerca de Neiba, provincia de Bahoruco; y Las Hicoteas, cerca de Azua, provincia de Azua. Tropas dominicanas, una parte del ejército del sur, dirigidas por el general Manuel de Regla Mota, se encontró con una fuerza del ejército haitiano que superaba los 10 000 soldados, encabezados por el general Souffrand, a consecuencia de lo cual De Regla Mota se vio obligado a huir hacia Azua de Compostela.